# Riedmühle (Bad Königshofen im Grabfeld)
Riedmühle ist ein Gemeindeteil der Stadt Bad Königshofen im Grabfeld im unterfränkischen Landkreis Rhön-Grabfeld in Bayern.

## Lage
Die Einöde liegt an der Verbindungsstraße/Feldweg nach Alsleben direkt an der Fränkischen Saale.

## Geschichte
Der Name dürfte wohl als Mühle im Ried (Mühle in einem Schilfland) zu interpretieren sein. Die Riedmühle ist erstmals belegt 1317 unter dem Namen „Riethmul“. Weitere Dokumente existieren ab 1596. 1852 wurde ein Brand der Mühle dokumentiert.